# (15243) 1989 TU1
1989 تي يو 1 (ويعرف أيضًا باسم (15243) 1989 تي يو 1 وفق تسمية الكوكب الصغير) (بالإنجليزية: 1989 TU1)‏ هو كويكب ضمن حزام الكويكبات؛ وترتيبه 15243 من حيث الاكتشاف.
اكتُشف هذا الجُرم الفلكي بواسطة Yoshiaki Oshima ‏ في 9 أكتوبر 1989.

## وصلات خارجية
- (15243) 1989 TU1 في قاعدة بيانات مختبر الدفع النفاث لأجرام النظام الشمسي الصغيرة

- الاكتشاف · مخطط المدار ·  العناصر المدارية · المعلمات المادية

- (15243) 1989 TU1 على موقع ويكي سكاي: DSS2, SDSS, GALEX, IRAS, Hydrogen α, X-Ray, Astrophoto, Sky Map, Articles and images